# Н.П.Н.
Н. П.Н. (ZPG, скорочення від «Нульовий приріст населення») — дансько-американський науково-фантастичний фільм-антиутопія 1972 року режисера Майкла Кампуса з Олівером Рідом і Джеральдін Чаплін у головних ролях. Його надихнула науково-популярна книга 1968 року «Популяційна бомба» Пола Ерліха. Фільм розповідає про перенаселену майбутню Землю, світовий уряд якої страчує тих, хто порушує 30-річну заборону на народження дітей. Фільм, знятий у Данії, майже повністю пов'язаний із декораціями та має художнє керівництво, яке має відобразити похмуре, гнітюче майбутнє.

## Сюжет
Розгортання подій відбувається в майбутньому: Земля сильно забруднена (коли люди знаходяться на вулиці, їм потрібно носити респіраторні маски) із серйозним перенаселенням, яке вплинуло на наявні ресурси. Через постійний густий смог, який утворився над похмурими містами, які зараз покривають всю поверхню Землі, усі тварини, навіть звичайні домашні, вимерли; люди їдять несмачну пасту яскравого кольору з пластикових контейнерів. Щоб скоротити чисельність населення планети, світовий уряд постановив, що протягом наступних 30 років забороняється народжувати дітей. Порушення цього закону призведе до смертної кари як для батьків, так і для новонародженої дитини. Щоб покласти край прагненню до дітей, використовуються промивання мізків, роботи-замінники. Смертна кара є основним засобос стримування, коли людину поміщують під пластиковий купол і удушують до смерті. Подружжя фертильного віку відвідують «Бебіленд», де замість дітей їм дарують дітей-аніматронів у натуральну величину.
Расс (Олівер Рід) і Керол Макніл (Джеральдін Чаплін) працюють у музеї, відтворюючи життя ХХ століття. Керол відчайдушно потребує дитини, і коли вона вагітніє, вона уникає апарату для аборту, встановленого у їхній ванній кімнаті, щоб залишитися вагітною. Після народження дитини пара повинна захистити дитину від виявлення. Тепер родина має не тільки уникати цікавих очей уряду, схожого на Старшого Брата, але й зростаючих ревнощів своїх друзів. Знайшовши пару зі справжньою дитиною, сусіди будуть виходити на вулиці з криками «дитина, дитина», доки не з'явиться влада.
Коли сусіди Джордж (Дон Ґордон) і Една Борден (Діана Чіленто) дізнаються про дитину, їхня перша пропозиція допомогти приховати дитину швидко призводить до проблем. Ревнощі та заздрість виникають, коли Бордени хочуть поділити дитину так, наче це нова машина. Макнейли та Бордени починають сваритися за дитину, а потім Бордени намагаються залишити дитину собі. Зрештою Макнілів схоплюють і поміщають під один із державних куполів страт, але подружжю разом із немовлям вдається втекти, копаючи під землею, пробираючись крізь затемнені тунелі на плоту до віддаленого острова, де не видно забруднення. Однак весь острів може все ще перебувати в радіоактивному стані, оскільки в 1978 році його використовували для поховання старих ядерних ракет.

## Акторський склад
- Олівер Рід — Расс Макніл
- Джеральдін Чаплін — Керол Макнейл
- Дон Ґордон — Джордж Борден
- Діана Чіленто — Една Борден
- Девід Маркхем — доктор Геррік
- Білл Нагі — президент
- Шейла Рейд — Мері Геррік
- Обрі Вудс — доктор Мелорі
- Вейн Родда — продавець Метромарту
- Дітте Марія Віберг — телеекранна операторка
- Біргітте Федершпіль — психіатр

## Новелізація
Фільм було знято за оригінальним сценарієм Френка Де Фелітти та Макса Ерліха, натхненного «Популяційною бомбою» Пола Ерліха. За рік до виходу фільму Макс Ерліх опублікував за сценарієм фільму науково-фантастичний роман «Указ».
У романі ресурси землі виснажені до межі, і в багатьох частинах світу звичним явищем є канібалізм і харчові бунти. У пошуках вирішення цієї кризи лідери Світового уряду збираються на екстрену сесію. Їхні комп'ютери переглядають мільярди фактів, і звіти викликають більшу тривогу — вони жахають. Подальше зростання населення немислиме, і лідери врешті-решт зупиняються на єдино можливому рішенні, яке незабаром повідомляє супутник Всесвітнього уряду:
|  | "Всі громадяни стоять поруч. Це указ від Світового уряду. В інтересах збалансування чисельності населення та збереження запасів їжі народження будь-якої дитини заборонено протягом наступних тридцяти років. Будь-який чоловік і жінка, які завагітніють і народять дитину протягом цього періоду, будуть страчені державою. Будь-яка зачата дитина буде вважатися дитиною поза законом і також буде ліквідована. Запроваджується постійне спостереження з боку державної полції і велика винагорода у вигляді додаткових калорій для будь-якого громадянина, який повідомить про наявність дитини поза законом. Це все." |

Щоб надати світу трохи нормальності, створено реалістичних механічних немовлят, які заспокоюють материнські інстинкти 10 мільярдів жінок. Але для Керол сама ідея прийняти одного з немовлят-роботів огидна. Вона хоче і потребує справжньої дитини, і це поступово стає одержимою ідеєю.

## Спецефекти
Дерек Меддінгс створив для фільму реалістичних аніматронних дітей у натуральну величину.

## Нагороди
Джеральдін Чаплін отримала нагороду за найкращу жіночу роль на кінофестивалі в Сіджесі 1972 року за її гру.